# Software Update Services

Software Update Services (SUS) est un service gratuit permettant de centraliser les mises à jour de Microsoft Windows pour un parc informatique d'entreprise. Il a été remplacé, en juillet 2007, par Windows Server Update Services (WSUS).
SUS est un service optionnel que l'on installe sur un serveur de l'entreprise. Il utilise le protocole HTTP pour se connecter aux ordinateurs clients. SUS peut être programmé pour télécharger les mises à jour, pour les versions de Windows précisées, depuis le site web Windows Update ou un autre serveur SUS. Les ordinateurs clients téléchargent les mises à jour depuis le serveur SUS interne. Un serveur SUS dans l'entreprise réduit considérablement le trafic vers Internet, permet de choisir les mises à jour que l'on veut déployer et permet de produire des rapports d'état sur les déploiements.
SUS a été remplacé par WSUS, qui utilise le même principe, avec des performances améliorées et supportant la mise à jour de nombreuses applications Microsoft.
Il existe une alternative payante beaucoup plus puissante : Microsoft Systems Management Server, renommé System Center, plus adapté aux gros parcs informatiques.